# Petit traité invitant à la découverte de l'art subtil du go
Petit traité invitant à la découverte de l'art subtil du go est un livre écrit par Pierre Lusson, Georges Perec et Jacques Roubaud, publié en 1969 par Christian Bourgois. C’est le premier livre traitant du jeu de go paru en langue française.

## Contenu
Le livre définit son projet au début de son avant-propos :
« Il n'existe pas en France de livre donnant d'une manière claire, complète et précise, les règles du jeu de GO. Le but de ce modeste ouvrage est de combler cette lacune. Il ne prétend aucunement remplacer les ouvrages des maîtres (japonais) ni leurs vulgarisations américaines. »
Sur un ton détendu, il propose une introduction au jeu de go et à son univers.
Il s'organise en quatre parties.

### Célébration
Le premier chapitre parle du jeu de go en général, de sa création, de ses légendes, de son organisation dans les années soixante en Asie ainsi que de ses balbutiements en Europe. Il y est souvent fait mention des échecs pour mieux mettre en évidence les spécificités du jeu de go.

### La règle
Ce chapitre explicite les règles du jeu de go, décrit le matériel et explique le déroulement général d'une partie. Il utilise notamment de nombreux diagrammes représentant le goban.

### Le jeu; tactiques et stratégie élémentaires
Ce chapitre introduit de nombreuses techniques et stratégies propres au jeu de go : la capture des pierres, le shichō, les yeux, le ko, le fuseki et les joseki. Il montre également des kifu de débuts de parties.

### Saturation
Le dernier chapitre donne des informations générales, telles qu'une liste de joueurs de go, des instructions pour fabriquer son propre matériel de go, une liste de proverbes et de références culturelles (dont certaines sont clairement inventées, tel ce traité sur le yose attribué à Samuel Beckett). Il se termine sur des exemples de problèmes, une bibliographie et un glossaire.

## Genèse du livre
Dans les années 60, le go était très peu développé en France, et n'était pratiqué que par quelques joueurs épars dont le plus connu est Claude Chevalley. Celui-ci a appris à jouer à Jacques Roubaud en 1965, qui à son tour a enseigné les règles à Georges Perec et Pierre Lusson. Les trois joueurs écrivent alors le Petit traité, qui est le premier livre de go à être publié en langue française, et fondent l'un des premiers clubs de go français.